# Додда Кемпадевараджа
Додда Кемпадевараджа — вадіярський правитель Майсуру від 1659 до 1673 року.

## Життєпис
1638 року був ув'язнений разом зі своїм батьком у форті Хенгул. Після смерті свого попередника став новим правителем.
За часів його правління у його землях шукали притулку останні імператори Віджаянагару. Невдовзі атаки від Сіваппи Наїка Серінгапатам. Додда Кемпадевараджа зумів відбити напад і переслідував нападників на захід, де захопив значні території.